# Eccleta xuthophanes
Eccleta xuthophanes là một loài bướm đêm trong họ Noctuidae.